# マイケル・K・ボーダッシュ
マイケル・ケヴィン・ボーダッシュ（Michael Kevin Bourdaghs、1961年 - ）は、アメリカ合衆国の日本文学者、翻訳家、シカゴ大学教授、音楽評論家。

## 略歴
1961年ミネソタ州に生まれる。
1984年宮城教育大学に交換留学生として留学し、1986年マカレスター大学を卒業。
1989年にコーネル大学大学院東アジア文学専攻博士課程に入学し、1996年博士号取得。
1996年にカリフォルニア大学ロサンゼルス校教員となり、2007年よりシカゴ大学准教授、2012年より教授。東北大学、国際基督教大学などで客員教授を務めた。

## 業績
- 夏目漱石『文学論』の研究（UCLA時代に柄谷行人をワークショップに呼んだ）[2]

## 著作
- “The Dawn That Never Comes：Shimazaki　Tōson　and　Japanese　Nationalism”（決して訪れない夜明け：島崎藤村と日本のナショナリズム）は2003年にコロンビア大学出版局[3]
- マイケル・ボーダッシュ 著、奥田祐士 訳『さよならアメリカ、さよならニッポン―戦後、日本人はどのようにして独自のポピュラー音楽を成立させたか』白夜書房、2012年6月25日。ISBN 978-4861919077。
- "A Fictional Commons: Natsume Sōseki and the Properties of Modern Literature" (フィクショナルな共有地：夏目漱石と近代文学のプロパティー）（デューク大学出版局、２０２１年）。ISBN: 978-1-4780-1462-1。
- 小森陽一、夏目房之介、飯田祐子、マイケル・ボーダッシュ、キース・ヴィンセント、安倍オースタッド玲子、朴裕河他 著、フェリス女学院大学日本文学国際会議実行委員会 編『生誕150年 世界文学としての夏目漱石』岩波書店、2017年3月24日。ISBN 978-4000611916。

### 翻訳
- 柄谷行人『世界史の構造』の英訳[4]
- 亀井秀雄『感性の変革』の英訳[5]